# الدوري السوفيتي الممتاز لكرة القدم 1937
الدوري السوفيتي الممتاز لكرة القدم 1937 هو الموسم 3 من  الدوري السوفيتي الممتاز لكرة القدم. أقيم خلال الفترة 23 يوليو 1937 وحتى 24 أكتوبر 1937، والذي يشرف على تنظيمه الاتحاد السوفيتي لكرة القدم، وكان عدد الأندية المشاركة فيه  9، وفاز فيه دينامو موسكو.